# Cecilia Laratro
Cecilia Adriana Laratro (15 de noviembre de 1953) es una periodista y presentadora argentina.
Actualmente conduce Compañía De Radio en CNN Radio Argentina.

## Biografía
Ingresó en tiempos de la dictadura (1979) al flamante edificio de ATC, nueva denominación del viejo Canal 7, que funcionaba en el Edificio Alas en el barrio de Catalinas Norte. Fue presentadora de la serie francesa Érase una vez el Hombre, cuestionada por la Iglesia Católica al priorizar el punto de vista darwinista de la evolución del Hombre por sobre el creacionismo sostenido por el Cristianismo. Trabajó en Badía & Cía, Noticiero Nacional, Noticiero Federal,  Buenas Noches País, América en Vivo, Crema Americana, A primera Hora, Noticieros y programas de CVN, Programa de Utilísima, Circomanía, Venite con Georgina, Todo por 2 pesos, Como en el living de casa, 25 años de Abuelas de Plaza de Mayo y Saludarnos. Desde 2006 conduce el noticiero Visión 7 junto a Pablo Vigna en la Edición Mediodía del 2006 al 2009 y en la Edición Central del 2009 al 2010, y con Juan Miceli en la Edición Central, desde 2010 hasta 2013. El 30 de octubre de 2015 se despidió del noticiero.

## Trayectoria

### Televisión
- Show Fantástico (1981)
- Solo Para Adultos (1983)
- Primera Hora (1983)
- Primer Informe (1984)
- Treinta-Treinta (1984-1985)
- Badía y Compañía (1985-1988)
- TVI (1985-1986)
- Hora 21 (1986-1987)
- Noticiero Nacional (1987)
- Noticiero Federal (1988)
- Buenos Días País (1989-1990)
- Una Hora de Noticias (1990)
- América en Vivo (1991-1992)
- Extra (1992)
- A Primera Hora (1993)
- Noticieros y programas de CVN (1993-1998)
- Práctika (1998)
- Programa de Utilísima (1999)
- Circomanía (2000)
- Venite con Georgina (2001)
- Todo por 2 Pesos (2002)
- 25 años de Abuelas de Plaza de Mayo (2002)
- Como en el Living de Casa (2002)
- Saludarnos (2003-2006)
- Visión 7 (2006-2015)

### Radio
- Radio América
- San Isidro Labrador FM 95.5
- Radio El Mundo
- CNN Radio Argentina